# キニナリーノ!
『キニナリーノ!』とは、2010年11月19日から朝日放送テレビにて放送されている情報番組である。

## 概要
今流行の気になる話題や商品、イベント情報などを紹介する。

## 出演者
◎：担当時点で朝日放送→朝日放送テレビアナウンサー。

### 現在
（2018年4月以降）
- 小寺右子◎
- ナレーター - 桂紗綾◎

### 過去
- 横山太一◎
- 乾麻梨子◎
- 北村真平◎
- 岩田泉未
- 橋詰美由紀
- 吉川亜樹
- 東馬場なな

## 備考
- 放送開始から2012年9月までは、毎週金曜日と毎月第2木曜日に、11分番組として放送。第2週以外の木曜日には、当番組を休止する代わりに、当番組の放送枠に『せのぶら!』（本来は毎週月曜日 - 水曜日に当番組の放送枠で編成）を編成していた。
- 毎年8月の全国高校野球選手権大会中継放送時は休止となる（雨天中止時も雨傘番組で対応するため休止[2]）。また、大会終了後も同中継で放送できなかった一部のネットセールス番組を振替放送（そのうち、自社制作番組でもある番組は、朝日放送テレビのみ他日に臨時枠移動）する場合には、休止もしくは放送時間を繰り下げる場合がある。2020年に関しては同大会が新型コロナウイルス感染拡大の影響により中止になったが、2020年甲子園高校野球交流試合を朝日放送テレビで中継することになったため、例年と同じ対応をとった。
- 2012年10月1日からは、木曜日もレギュラーで放送。また、『ワイド!スクランブル・第1部』の飛び乗り時刻を従前の11:45（『ANNニュース』のみネット）から11:30に繰り上げた[3]関係で、放送時間を4分短縮。同番組の第1部がフルネット（当時[4]は10:30開始）に移行した2014年4月 - 12月は放送枠を10:25 - 10:30に移動していた。2015年1月8日より同番組を再放送ドラマ枠再開のため、同番組の第1部を11:45飛び乗り（『ANNニュース』のみネット）に一旦変更した。
- 2017年10月から上述の『ワイド!スクランブル・第1部』→『大下容子ワイド!スクランブル・第1部』について、木・金曜日の飛び乗り時刻を従前の11:45から10:30に繰り上げた[5]ため、再度2014年4月 - 12月と同じ10:25 - 10:30に移動した。なお、『大下容子ワイド!スクランブル・第1部』を臨時に11:45飛び乗りとした上で、9:58 - 10:53に自社制作特別番組もしくはテレビショッピングスペシャルを放送する場合は11:25 - 11:37に繰り下げ・拡大とすることがある。ただ、逆に重大ニュースなどで『大下容子ワイド!スクランブル・第1部』が臨時フルネットとなる場合は休止となる場合がある。

## スタッフ
編集芸術 -
制作 - 朝日放送、東通インフィニティー、ウォークオン、

### 過去のスタッフ
編集芸術 - 東通AVセンター